# Václavice
Václavice település Csehországban, a Benešovi járásban. Václavice Chlístov, Chrášťany, Benešov, Neveklov és Týnec nad Sázavou településekkel határos. Lakosainak száma 632 fő (2024. január 1.).

## Népesség
A település lakosságának változását az alábbi diagram mutatja:
| Lakosok száma | 640  | 646  | 540  | 416  | 423  | 551  | 548  | 591  | 617  | 632  |
|               | 1869 | 1900 | 1921 | 1961 | 1980 | 2011 | 2016 | 2019 | 2021 | 2024 |